# البلدة الفاضلة (فلم)
البلدة الفاضلة (بالإنجليزية: Pleasantville)، فيلم يسرد قصة اثنين من المراهقين الذين قادتهم ظروف غامضة إلى مجتمع البلدة الفاضلة الوهمي، وبوضع تلفزيوني يظهر بالأبيض والأسود كأنه عام 1950. ومن خلال أعمال الشغب التي يقومون بها في البلدة تبدأ تجربة عاطفية قوية مما يؤدي بالبلدة إلى الانحراف عن معيارها المعتاد.
الفيلم كندي من تأليف وإنتاج وإخراج غاري روس، الفيلم صدر في الولايات المتحدة في 23 تشرين الأول 1998 , وترشح لثلاث جوائز أوسكار.

## وصلات خارجية
- البلدة الفاضلة على موقع IMDb (الإنجليزية)
- البلدة الفاضلة على موقع ميتاكريتيك (الإنجليزية)
- البلدة الفاضلة على موقع الموسوعة البريطانية (الإنجليزية)
- البلدة الفاضلة على موقع روتن توميتوز (الإنجليزية)
- البلدة الفاضلة على موقع نتفليكس (الإنجليزية)
- البلدة الفاضلة على موقع قاعدة بيانات الأفلام العربية
- البلدة الفاضلة على موقع ألو سيني (الفرنسية)
- البلدة الفاضلة على موقع Turner Classic Movies (الإنجليزية)
- البلدة الفاضلة على موقع أول موفي (الإنجليزية)
- البلدة الفاضلة على موقع بوكس أوفيس موجو (الإنجليزية)

1. ↑  وصلة مرجع: http://www.tasteofcinema.com/2015/20-great-magical-realism-movies-that-are-worth-your-time/2/. الوصول: 30 نوفمبر 2020.
2. ↑  "معلومات عن البلدة الفاضلة (فيلم) على موقع isan.org". isan.org. مؤرشف من الأصل في 2019-12-11.
3. ↑  "معلومات عن البلدة الفاضلة (فيلم) على موقع edb.co.il". edb.co.il. مؤرشف من الأصل في 2 سبتمبر 2014. اطلع عليه بتاريخ أغسطس 2020. {{استشهاد ويب}}: تحقق من التاريخ في: |تاريخ الوصول= (مساعدة)
4. ↑  "معلومات عن البلدة الفاضلة (فيلم) على موقع zweitausendeins.de". zweitausendeins.de. مؤرشف من الأصل في 2016-02-22.